# Zenit (revista)

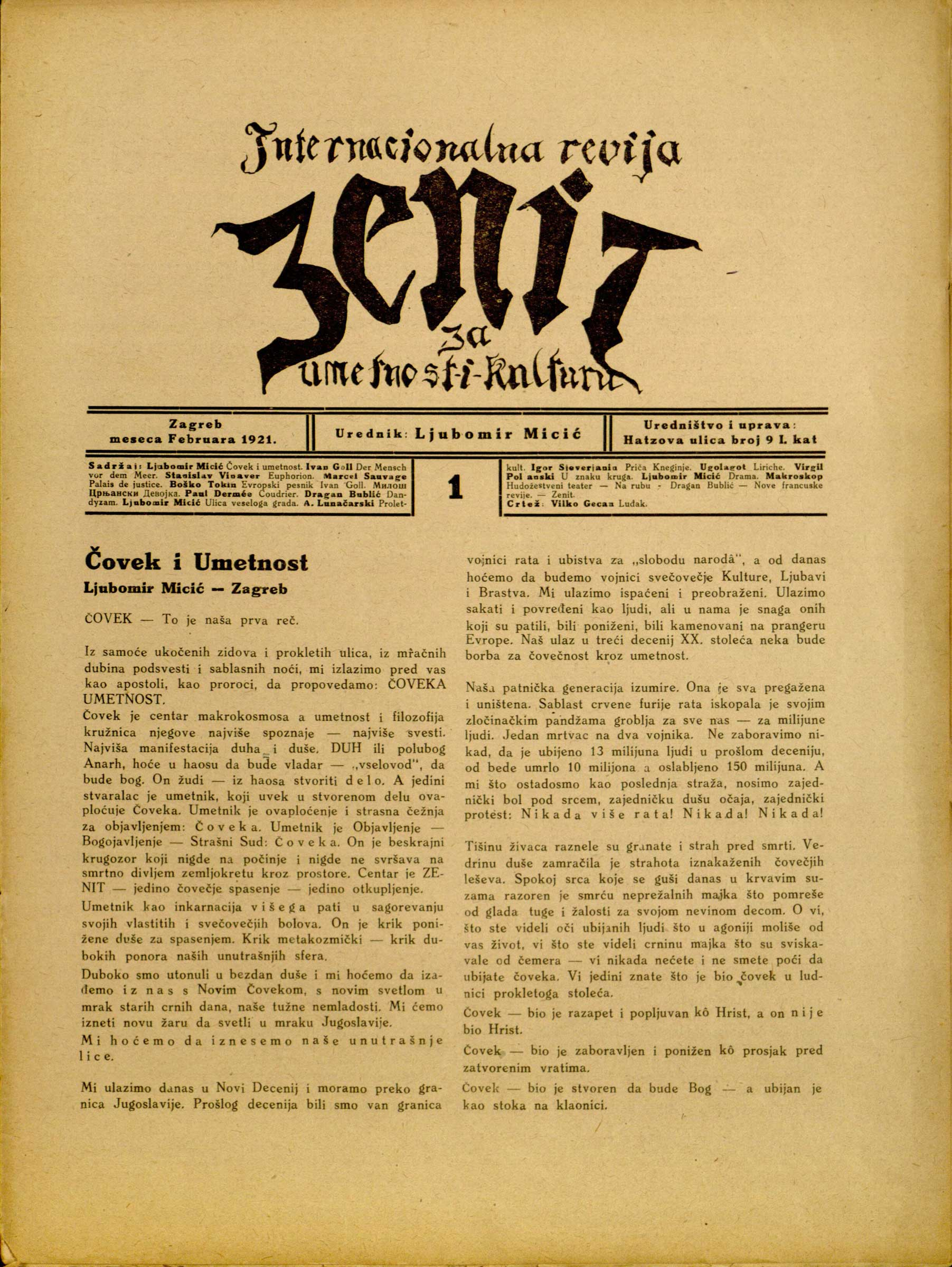
Zenit n°01 (Fevereiro de 1921).

Zenit foi uma Revista Internacional de Arte e Cultura vanguardista, criada por Líubomir Mitsich, em fevereiro de 1921 em Zagreb. Tendo edição mensal em Zagreb e, a partir de 1924, em Belgrado, com interrupções, até dezembro de 1926, Zenit deixou de ser publicada em função de uma proibição oficial do governo da Iugoslávia naquele mesmo mês, quando a revista estava então no número 43.

## História
A revista Zenit, principal difundidora das teorias artísticas de vanguarda desde a criação da Iugoslávia, foi a base de apoio de um movimento artístico chamado Zenitismo, considerado por Aleksandar Jovanovic uma variação do expressionismo, com uma tendência "cósmica e abstrata", mas que, segundo Irina Subotic seria um movimento de múltiplas influências como, além do próprio expressionismo o futurismo, o dadaísmo, o surrealismo, o construtivismo e também tendências sociais.
Informa a Biblioteca Nacional da Sérvia que "Quando em termos teóricos e práticos assumia determinadas atitudes, a Zenit, dantes uma revista almanaque, tornou-se um veículo programático - após a publicação do Manifesto Internacional do Zenitismo (junho de 1921). A mudança para o trabalho de propaganda na Alemanha manifestou-se numa edição em poster, enquanto a impressão da Zenit em páginas (1922) pode estar ligada ao lema de vanguarda russo que pregava levar as artes para as ruas. A edição sob a forma de um catálogo de exposição (1924) ou aquela com um suplemento incluindo apenas o programa dos serviços vesperinos Zenitistas celebrados em Zagreb (1923) podem ser consideradas como um gênero de revista extremamente inovador".
O Manifesto Zenitista de junho de 1921 proclamava ideais humanistas e antibélicos, e apelava pela criação de uma nova e unida Europa, após o período da I Guerra Mundial. 
Sendo coeditada por alguns poetas conhecidos regionalmente Rastko Petrovic (este, mais conhecido internacionalmente como poeta que o próprio editor da revista) e Branko Ve Poljanski (irmão de Mitsich, que o precedeu na edição de uma revista de vanguarda, expressionista/futurista), a revista contou com notáveis colaboradores internacionais das artes pláticas, da poesia e da literatura em seus 5 anos de existência.
Proibida em função da publicação de um texto de tendência socialista, seu criador e principal editor precisou refugiar-se em Paris durante 9 anos, após algum tempo na prisão, tendo sido libertado devido à influência do líder do futurismo italiano F. T. Marinetti.

### Editores e colaboradores
Além do criador da revista, Zenit era editada por Bosko Tokin, Rastko Petrovic, Branko Ve Poljanski (irmão de Mitsich)  e Ivan Goll.
Os números 17 e 18 foram edições especiais, dedicados à nova arte russa, editados por Ilya Ehrenburg e El Lissitzky. 
Além dos já citados, a revista contou com colaboradores como Miloch Tserniánski, Pablo Picasso, Aleksandr Blok, Wassily Kandinsky, Vladimir Tatlin, Kazimir Malevich,  F. P. Marinetti e Marc Chagall, entre outros . 